# カモノハシ
カモノハシ（鴨嘴、学名: Ornithorhynchus anatinus）は、単孔目カモノハシ科カモノハシ属に分類される哺乳類。前足に毒を持っており哺乳類でありながら卵を産むという特異な繁殖形態をとることで知られる。
寿命17年(飼育下)
体長オス50cm、メス43cm。
体重オス1から2.4kgメス0.7から1.6kg
現生種では本種のみでカモノハシ科カモノハシ属を構成する。和名は英語の duckbill を訳したものである。

## 分布
オーストラリア固有種。
オーストラリア東部（クイーンズランド州、タスマニア州、ニューサウスウェールズ州、ビクトリア州）に自然分布。カンガルー島に移入。

## 形態
全長オス45 - 60センチメートル、メス39 - 55センチメートル。尾長オス10.5 - 15.2センチメートル、メス8.5 - 13センチメートル。全長はオスで最大630ミリメートル、メスで最大550ミリメートル、尾長は85 - 150ミリメートル、体重はオスで1 - 3キログラム、メスで0.7 - 1.8キログラム。胴体は細長く、流線型。尾は幅広く、扁平。
被毛は一般的な哺乳類と同様であり、一次毛胞の周囲に2つの二次毛胞が付随する毛胞群から形成される特徴を有し、一次毛胞の中心保護毛と1本の下毛とからなる毛束、側部保護毛と数本の下毛からなる毛束が確認できる。
感覚器官は後述のくちばしの電気感覚を除いてあまり発達しておらず、目は直径6ミリメートルほどで桿体と錐体をもっているものの、2色型色覚（人間や真猿類は3色型色覚が基本）で一般の哺乳類と変わらず、脳の視覚野も小さく、カモノハシ自身も獲物を捕まえる事にはほとんど使用していない。聴覚はそもそも外耳がなく聴覚神経も細い他、実験の結果可聴域は500 - 20,000ヘルツ（うちメインは4,000から5,000ヘルツ付近）と20 - 20,000ヘルツの人間より狭く、嗅覚は脳の嗅球が小さく（同じ単孔類でもハリモグラは大きい）嗅覚受容体遺伝子数も300と少なく（ヒト400、イヌ800、マウス1,000、ゾウ2,000近く）嗅ぎ分ける力は弱いもののフェロモンなどに反応する器官の遺伝子はそこそこ多く、肩から首の部分ににおいを出す腺があり、仲間同士のコミュニケーションには使用されている。なお味覚は甘味やうま味のレセプターはそうでもないが、苦みを感じるレセプターが少ない。
名前の通りカモのように幅が広く、ゴムのような弾性のあるくちばしは、外見上の大きな特徴の一つとなっている。このくちばしには鋭敏な神経が通っていて、獲物の生体電流を感知することができる。なお、ここの電気刺激に反応するレセプターは非常に多く40,000個あり、同じ単孔類のハリモグラ（400）やミユビハリモグラ（2,000）より圧倒的に多い。一方、カモノハシには歯がなく、長らく謎とされてきたが、三重大学などの共同研究チームの調査では、くちばしの向きや電気感覚を脳に伝える三叉神経が発達したために歯の生える空間が奪われ、歯の消滅につながったと考えられている。
四肢は非常に短く、外に向かって付いている。前肢には水掻きが発達し、指の先端よりも大型になる。前肢の水かきは、陸上を移動したり穴を掘る際には折りたたまれる。後肢の趾の間にはあまり水かきは発達せず、泳ぐ際には後肢は舵の役割をする。目は小さい。耳介を欠く。尾には脂肪を貯蔵している。
哺乳類ではあるが乳首は持たず、メスが育児で授乳の際は、腹部にある乳腺から乳が分泌される。なお、本種は発見後、しばらくは乳腺を持たない生き物だと誤解されていたという。
幼獣は後肢の内側に蹴爪があるが、メスは成長に伴い蹴爪が消失する。

### 毒

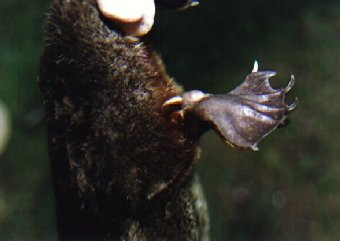
オスの後足に見られる石灰質の蹴爪。ここから毒を分泌する

オスの蹴爪には管が通り、大腿部にある腺を通して毒が排出される。カモノハシはオスもメスも蹴爪を持って生まれるが、オスのみが使用し、メスは成長に伴い蹴爪自体が消失する。この毒は主にディフェンシンのようなタンパク質類 (DPL) で構成されており、その中の三種はカモノハシ特有のものである。
このディフェンシンのようなタンパク質はカモノハシの免疫機構により生産されている。イヌなどであれば呼吸や心機能の阻害により死に至ることもあり、ヒトに対しては致死的ではないものの激痛・水腫・ショック症状などの作用を及ぼすことがある。その痛みは大量のモルヒネを投与しても鎮痛できないほどであるという。毒による浮腫（むくみ）は傷の周囲から急速に広がり、四肢まで徐々に広がっていく。事例研究から得られた情報によると、痛みは持続的な痛みに対して高い感受性を持つ感覚過敏症となり、数日から時には数か月も続くことが指摘されている。他に腫れあがった患部が数か月間麻痺した報告例もある。だが、ヒトがカモノハシの毒で死亡した例は報告されていない。
毒は哺乳類以外の種によって生産される毒とは異なった機能を持つと考えられている。毒の効果は生命に危険を及ぼすほどではないが、それでも外敵を弱めるには十分な強さである。オスのみが毒を生産し、繁殖期の間に生産量が増すため、この期間に優位性を主張するための攻撃的な武器として使われると考えられている。

## 分類
亜種はない。
属名 Ornithorhynchus は、古代ギリシャ語で「鳥 (ornia) + 嘴 (rhynchos) 」の意がある語に由来する。種小名 anatinus は、「カモのような・カモに似た」の意。原記載の属名 Platypus は「平たい足」の意。この属名は甲虫類の学名として既に用いられていたため、属名が変更された。
1798年に、乾燥した毛皮がヨーロッパに持ち込まれた。その際にカモの嘴と哺乳類の部位を合成した、紛い物の剥製とみなされることもあった。カモノハシがヨーロッパ人によって最初に発見されたのは1798年のことであり、カモノハシの毛皮やスケッチが第2代ニューサウスウェールズ州総督であったジョン・ハンターにより、グレートブリテン王国へ送られた。1799年に『Naturalist's Miscellany』へこの動物について最初に記載をおこなったジョージ・ショーは、「それが本物であることを疑わずにはいられない」と主張し、ロバート・ノックスはアジア人の剥製師による物と信じていたという。
当初は誰かがビーバーのような動物の体にカモのくちばしを縫い付けた物であると考えられ、ショーは縫い目がないかを確認するため、毛皮に切り込みを入れた。こうした調査の結果、実在する動物だと考え、Platypus anatinusと学名を付けた。しかし、この語はすぐにキクイムシ科の昆虫の Platypus 属につけられていることが分かった。また、これとは別に1800年にドイツのヨハン・ブルーメンバッハがジョゼフ・バンクスから送られた（元をたどると前述のハンターがバンクスに送った2体目の）標本に基づき、学名をOrnithorhynchus paradoxus として記述した。
こうした経緯で種名は先に発表されたショーの anatinusが採用され、属名はショーのものが無効のためブルーメンバッハの Ornithorhynchus が有効であった。結果としてOrnithorhynchus anatinus と学名が付けられた。
カモノハシ科の現生種は本種のみだが、化石種として Obdurodon 属 (O. dicksoni, O. insignis) などが挙げられる。
なお、「Ornithorhynchus paradoxus（「矛盾だらけの鳥のくちばし」の意）」の学名が1800年にブルーメンバッハの命名以前に使用されていた懸念が書かれた本もあるが、この勘違いは当時の出版事情により生じたものである。

## 生態
熱帯雨林（クイーンズランド州）から積雪のある山地（ニューサウスウェールズ州）にも生息する。河川や湖などに生息する。群れは形成せず単独で生活し、夕方や早朝に活動が最も活発になる薄明薄暮性である。
食性は動物食で、主に蜉蝣目・甲虫目・双翅目・蜻蛉目・毛翅目などの昆虫といった底棲の無脊椎動物を食べるが、甲殻類、二枚貝、ミミズ、魚類の卵、両生類の幼生、魚の卵なども食べる。水中では目を閉じて泳ぎ、くちばしで生体電流を感知し獲物を探す。動かなければ最大で11分ほど水中に潜っていることができるが、通常は1 - 2分程度である。
水辺に穴を掘って巣にする。巣穴の入り口は水中や土手にあり、さらに水辺の植物などに隠れ、外からはわからないようになっている。巣はトンネル状で、長さは時として18メートルにも及ぶ。
繁殖期は緯度によるが8月から10月である。繁殖形態は哺乳類では非常に珍しい卵生で、巣穴の中で1回に1 - 3個の卵を産む。卵の大きさは約17ミリメートルで、卵殻は弾性がありかつ粘り気のある物質で覆われている。卵はメスが抱卵し、約10 - 12日で孵化する。子供はくちばしの先端に卵嘴を持ち、卵嘴を使用して卵殻を割って出てくる。成体の4分の3程度の大きさになるまでに離乳し、約4か月で独立する。
メスは約2年で成熟する。寿命は最大で21年。
野生下での鳴き声は記録されていない。ただし、飼育下では動きを邪魔されたり触れられたりすると、低い唸り声のような音を発するという。鳴き声を用いたコミュニケーションが行われているかは不明である。

## 人間との関係
アボリジニからの呼称として、billadurong, mallangong, mallunggang, tambreetなどが記録されている。初期の入植者による呼称として、duckbill, duckmole, watermoleなどが挙げられる。
包括的な生息数の推移に関するデータはないものの、生息数は減少していると考えられている。家庭用・農業用・工業用の水の利用に伴う河川の流量の減少、都市開発や農地開発・林業などによる生息地の破壊、水質汚濁や重金属などによる水質汚染、漁業による混獲などによる影響が懸念されている。長期化する干ばつによる影響も懸念され、一方で気候変動による影響も懸念され北部個体群ではサイクロンに伴う洪水により繁殖率が低下しているという報告例もある。生息地では法的に保護の対象とされ、一部の生息地は国立公園に指定されたり保護区が設置されている。
日本国内の動物園で飼育された事例はない。また、1996年に東京都で行われる予定であった「世界都市博覧会」で展示の誘致を行っていたが、都市博中止以前の段階でオーストラリア政府の許可が得られなかったため、中止となった。
オーストラリアにおいては、タロンガ動物園や、メルボルン動物園にて飼育されている。

## 画像

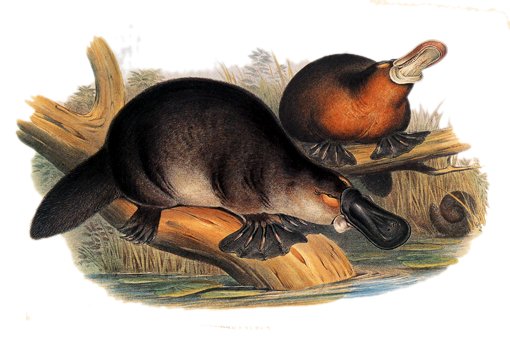
イラスト
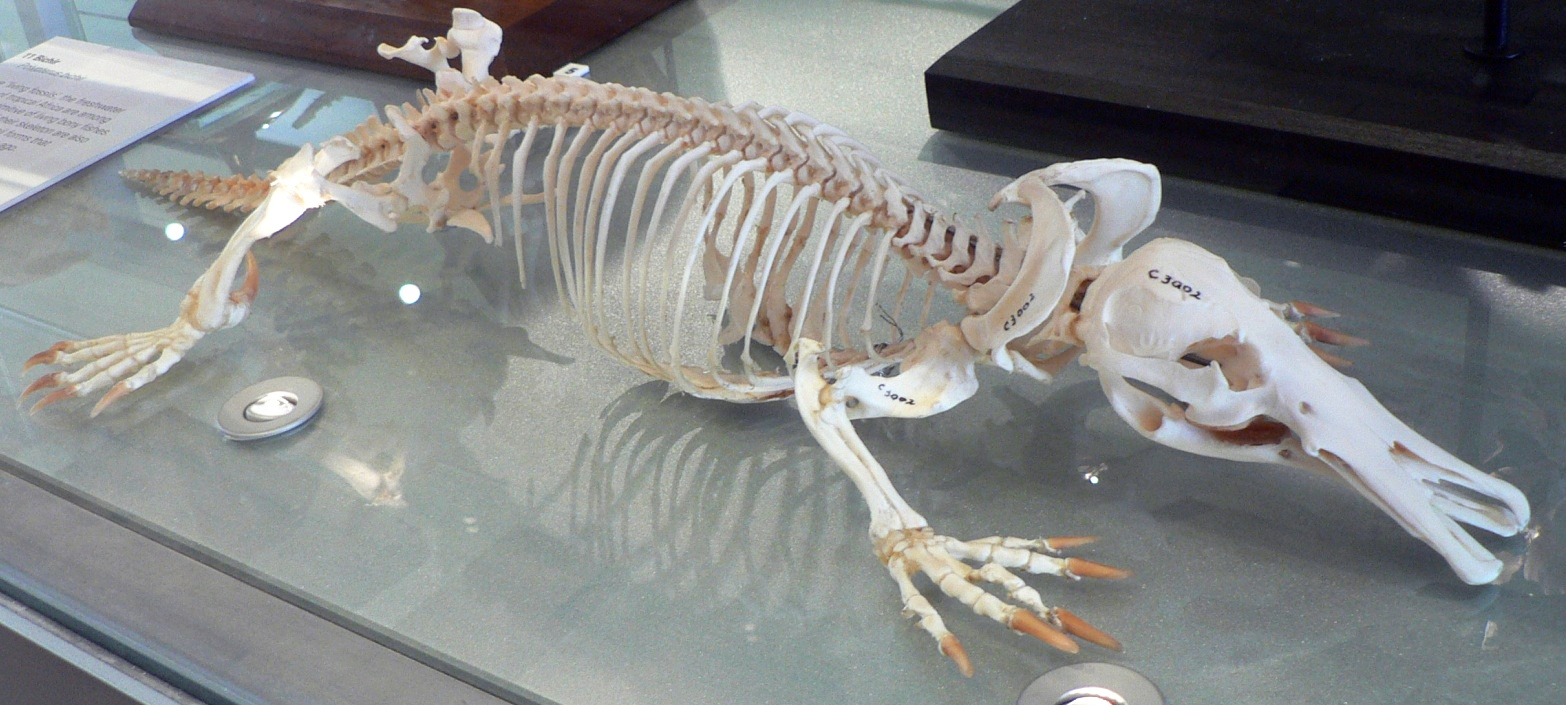
骨格
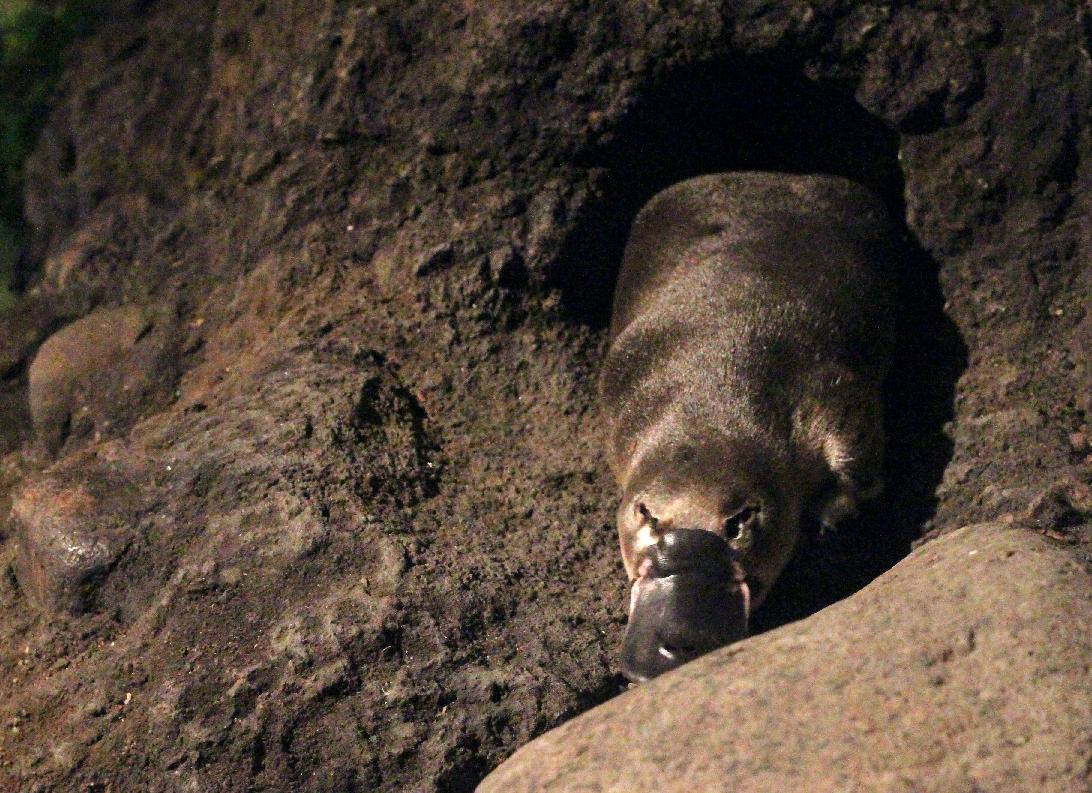
カモノハシ
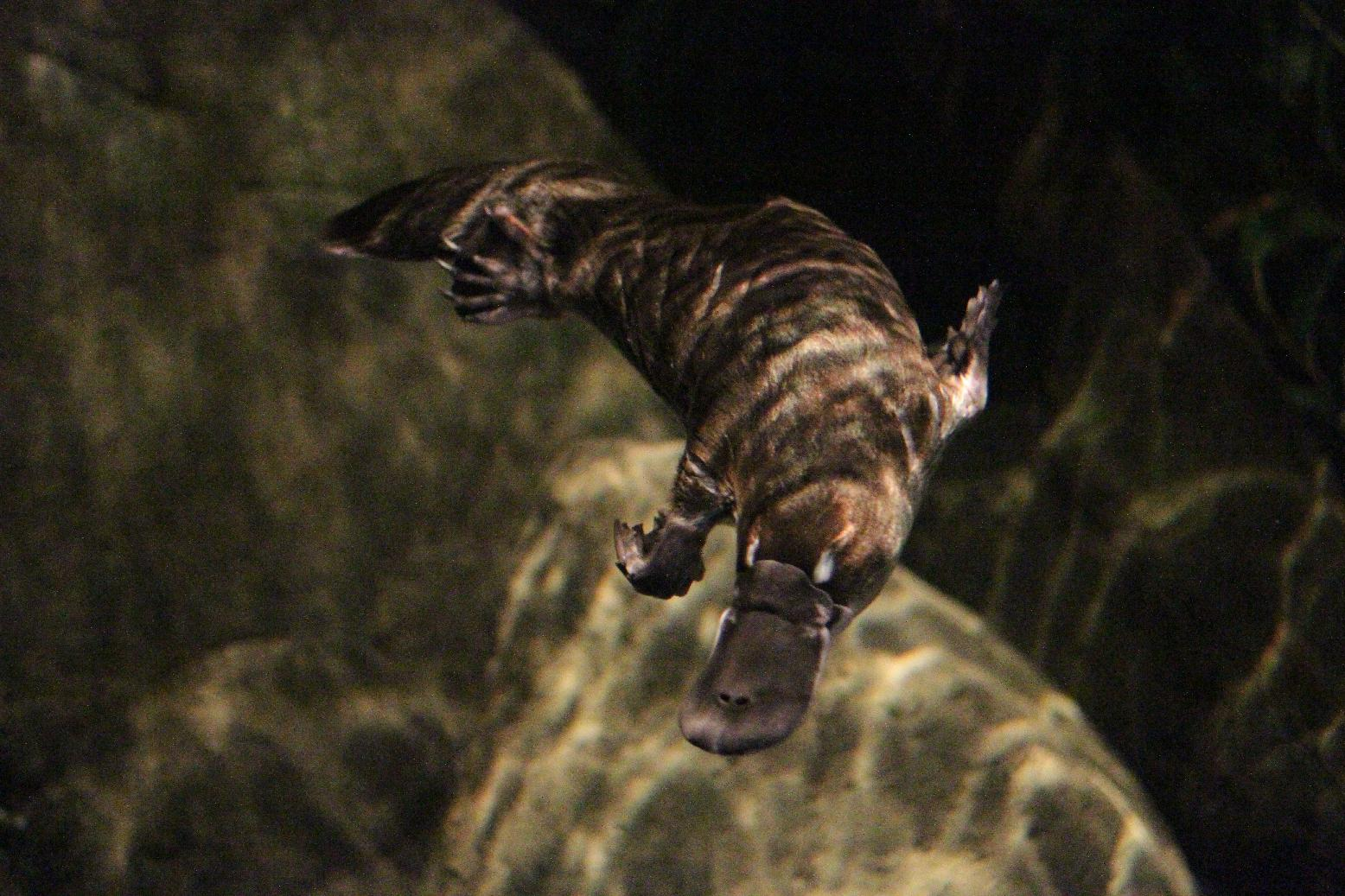
水中のカモノハシ